# Lista histórica das estrelas mais brilhantes
O Sistema solar e todas as outras estrelas visíveis se encontram em diferentes órbitas ao redor do núcleo da Via Láctea. Por isso, as posições relativas das estrelas mudam com o passar do tempo, e para estrelas mais próximas esse movimento pode ser mensurado. Na medida em que uma estrela se aproxima ou se distancia da Terra, seu brilho aparente também muda. Sirius é atualmente a estrela mais brilhante no céu noturno terrestre, mas nem sempre foi assim. A tabela abaixo lista as estrelas mais brilhantes no céu noturno terrestre em diferentes períodos nos últimos e próximos 5 milhões de anos.
| Estrela                | Ano de início | Ano final  | Ano de brilho máximo | Magnitude máxima | Distância máxima (al) | Presente        | Presente             |
| Estrela                | Ano de início | Ano final  | Ano de brilho máximo | Magnitude máxima | Distância máxima (al) | Magnitude atual | Distância atual (al) |
| ---------------------- | ------------- | ---------- | -------------------- | ---------------- | --------------------- | --------------- | -------------------- |
| Epsilon Canis Majoris  | -5.000.000    | -4.460.000 | -4.700.000           | -3,99            | 34                    | 1,50            | 431                  |
| Beta Canis Majoris     | -4.460.000    | -3.700.000 | -4.420.000           | -3,65            | 37                    | 1,98            | 499                  |
| Canopus (primeira vez) | -3.700.000    | -1.370.000 | -3.110.000           | -1,86            | 177                   | -0,62           | 313                  |
| Zeta Sagittarii        | -1.370.000    | -1.080.000 | -1.200.000           | -2,74            | 8                     | 2,60            | 89                   |
| Zeta Leporis           | -1.080.000    | -950.000   | -1.050.000           | -2,05            | 5,3                   | 3,55            | 70,2                 |
| Canopus (segunda vez)  | -950.000      | -420.000   | -950.000             | -1,09[a]         | 252                   | -0,62           | 313                  |
| Aldebaran              | -420.000      | -210.000   | -320.000             | -1,54            | 21,5                  | 0,87            | 65,1                 |
| Capella                | -210.000      | -160.000   | -240.000             | -0,82[b]         | 27,9                  | 0,08            | 42,2                 |
| Canopus (terceira vez) | -160.000      | -90.000    | -160.000             | -0,70[a]         | 302                   | -0,62           | 313                  |
| Sirius                 | -90.000       | +210.000   | +60.000              | -1,64            | 7,8                   | -1,44           | 8,6                  |
| Vega                   | +210.000      | +480.000   | +290.000             | -0,81            | 17,2                  | 0,03            | 25,3                 |
| Canopus (quarta vez)   | +480.000      | +990.000   | +480.000             | -0,40[a]         | 346                   | -0,62           | 313                  |
| Beta Aurigae           | +990.000      | +1.150.000 | +1.190.000           | -0,40[b]         | 28,5                  | 1,90            | 82,1                 |
| Delta Scuti            | +1.150.000    | +1.330.000 | +1.250.000           | -1,84            | 9,2                   | 4,70            | 187                  |
| Gamma Draconis         | +1.330.000    | +2.030.000 | +1.550.000           | -1,39            | 27,7                  | 2,24            | 148                  |
| Upsilon Librae         | +2.030.000    | +2.670.000 | +2.290.000           | -0,46            | 30                    | 3,60            | 195                  |
| HR 2853                | +2.670.000    | +3.050.000 | +2.870.000           | -0,88            | 14                    | 5,60            | 280                  |
| Omicron Herculis       | +3.050.000    | +3.870.000 | +3.470.000           | -0,63            | 44                    | 3,84            | 347                  |
| Beta Cygni             | +3.870.000    | +5.000.000 | +4.610.000           | -0,52            | 80                    | 2,90            | 385                  |

a.^  O pico de magnitude não representa o brilho máximo para esta estrela.

b.^  Esse pico ocorre quando outra estrela atingiu seu brilho máximo.